# Ефір (стихія)
Ефір або етер (дав.-гр. αἰθήρ — верхній шар повітря; лат. aether) — найтонша п'ята стихія в античній і середньовічній натурфілософії, фізиці й алхімії. Синонімами були терміни «п'ята стихія» («п'ятий елемент»), «п'яте тіло» (дав.-гр. πέμπτον σῶμα, лат. quintum corpus; «п'яте просте тіло»), «п'ята сутність» (лат. quinta essentia, «квінтесенція»). Латинські еквіваленти терміна використовувалися в римській та середньовічній філософії.
Спочатку в давньогрецькій міфології термін «ефір» позначав верхній (гірський), особливо тонкий (розріджений), прозорий і променистий шар повітря, яким дихають боги.
Приблизно в такому сенсі (небесна речовина) цей термін вживали в ранній давньогрецькій філософії досократики — Анаксагор, Емпедокл.
Емпедокл створив вчення про чотири стихії (елементи) — воду, землю, вогонь і повітря. Арістотель додав до них найтоншу п'яту стихію, п'ятий елемент — ефір, який він протиставляв іншим чотирьом. Чотири стихії, з яких складається весь підмісячний світ, здійснюють рух по вертикалі і горизонталі і можуть перетворюватися одна в іншу. Небесні тіла, які містяться у сферах космосу на рівні Місяця і вище (надмісячний світ), складаються з ефіру, який вічний, не переходить в інші стихії та здійснює колові рухи.
Цей термін зберігся в римській і середньовічній філософії. Його вживав Лукрецій.

## Квінтесенція

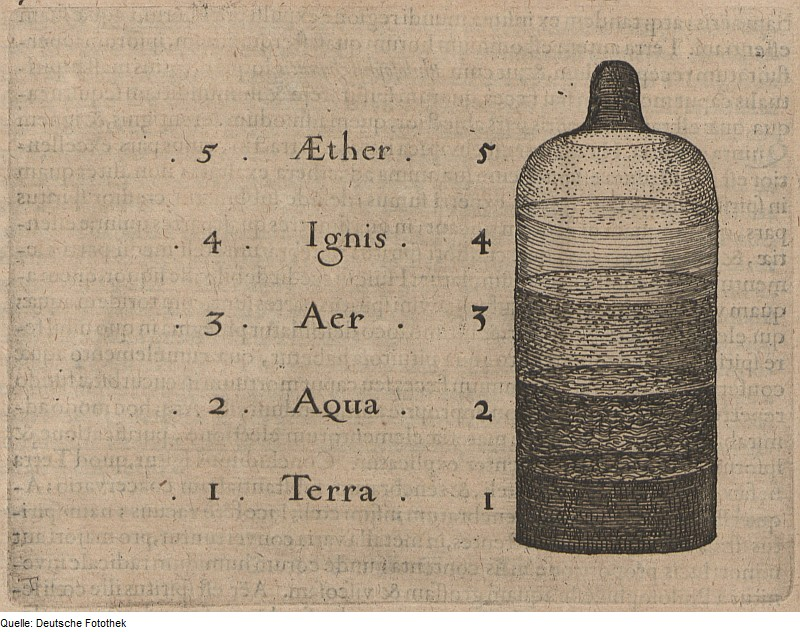
Символічне зображення основних елементів: 1 — земля; 2 — вода; 3 — повітря; 4 — вогонь; 5 — етер. Із книги Utriusque cosmi metaphysica, physica atque technica historia Роберта Фладда (1617 рік)

Термін «квінтесенція» пізніше набув і самостійного значення. Зокрема, у Парацельса квінтесенція — найтонша субстанція взагалі, «екстракт» усіх елементів. Такою квінтесенцією світу, яку виготовив Бог із «витяжки» цілого світу, ніби в гігантській алхімічній лабораторії, за Парацельсом, є людина.

## Юнікод
Юнікод включає алхімічний символ ефіру (лат. quinta essentia).
| Графема | Unicode | Unicode                            | HTML           | HTML      | HTML      |
| Графема | Код     | Назва                              | Шістнадцяткове | Десяткове | Мнемоніка |
| ------- | ------- | ---------------------------------- | -------------- | --------- | --------- |
| 🜀       | U+1F700 | ALCHEMICAL SYMBOL FOR QUINTESSENCE | &#x1F700;      | &#128768; | —         |